# Commugny
Commugny ist eine politische Gemeinde im Distrikt Nyon des Kantons Waadt in der Schweiz.

## Geographie

Luftbild aus 500 m von Walter Mittelholzer, Coppet am See, gleich dahinter Commugny (1930)

Commugny liegt auf 419 m ü. M., im äussersten Südwesten der Waadt, 13 km nördlich der Stadt Genf (Luftlinie). Das Dorf erstreckt sich auf dem Höhenrücken, der den unteren Genfersee an seiner Westseite flankiert, beidseits des Baches Greny.
Die Fläche des 6,5 km² grossen Gemeindegebiets umfasst einen Abschnitt des Rückens westlich des Genfersees. Der östliche Gemeindeteil liegt im Einzugsbereich des Greny, eines Baches, der einen Teil seines Wassers durch eine Ableitung der Versoix bei Bogis-Bossey bezieht. Der Greny fliesst in einer schwach ausgeprägten Talniederung durch Commugny. Nach Westen erstreckt sich der Gemeindeboden auf den Höhenrücken und über das Waldgebiet Bois de Portes, in dem mit 483 m ü. M. der höchste Punkt von Commugny erreicht wird, bis an den stark mäandrierenden Flusslauf der Versoix im Bereich des Sumpfgebietes Pré-Nouveau. Von der Gemeindefläche entfielen 1997 17 % auf Siedlungen, 20 % auf Wald und Gehölze, 62 % auf Landwirtschaft und etwas weniger als 1 % war unproduktives Land.
Zu Commugny gehören einige Einzelhöfe. Nachbargemeinden von Commugny sind Chavannes-des-Bois, Tannay, Coppet, Founex und Chavannes-de-Bogis im Kanton Waadt sowie Grilly und Divonne-les-Bains im angrenzenden Frankreich.

## Bevölkerung
Mit 2990 Einwohnern (Stand 31. Dezember 2023) gehört Commugny zu den mittelgrossen Gemeinden des Kantons Waadt. Von den Bewohnern sind 65,9 % französischsprachig, 17,0 % englischsprachig und 8,3 % deutschsprachig (Stand 2000). Die Bevölkerungszahl von Commugny belief sich 1850 auf 249 Einwohner, 1900 auf 308 Einwohner. Nach 1960 (439 Einwohner) setzte eine rasante Bevölkerungszunahme mit einer Verfünffachung der Einwohnerzahl innerhalb von 40 Jahren ein.

## Wirtschaft
Commugny war bis in die zweite Hälfte des 20. Jahrhunderts ein hauptsächlich durch die Landwirtschaft geprägtes Dorf. Am Dorfrand von Commugny befinden sich einige kleinere Weinbaugebiete. Dank der fruchtbaren Böden wird auf der restlichen landwirtschaftlichen Fläche überwiegend Ackerbau betrieben. Weitere Arbeitsplätze gibt es in der Telekommunikation, im lokalen Gewerbe und im Dienstleistungssektor. In den letzten Jahrzehnten hat sich Commugny zu einer Wohngemeinde entwickelt. Besonders am nördlichen Ortsrand gibt es ausgedehnte Einfamilienhaus- und Villenquartiere. Das Siedlungsgebiet von Commugny ist locker mit denjenigen von Tannay, Coppet und Founex zusammengebaut. Die meisten Erwerbstätigen sind Wegpendler (rund 75 %), die vor allem in Genf arbeiten.

## Verkehr
Die Gemeinde ist verkehrstechnisch sehr gut erschlossen. Sie liegt an der Hauptstrasse von Versoix nach Divonne-les-Bains. Der Autobahnanschluss Coppet an der A1 (Genf-Lausanne) ist nur rund 3 km vom Dorf entfernt. Durch den Postautokurs, der von Nyon nach Coppet verkehrt, ist Commugny an das Netz des öffentlichen Verkehrs angebunden.

## Geschichte
Das Gemeindegebiet war bereits zur Römerzeit besiedelt, was durch die Reste einer Villa aus dieser Zeit bezeugt wird. Auch während der Burgunderzeit befand sich hier eine Siedlung. Eine erste Kirche wurde im 6. und 7. Jahrhundert erbaut. Das Gebiet von Commugny kam vermutlich im 9. Jahrhundert durch Schenkung in den Besitz der Abtei Saint-Maurice.
Die erste schriftliche Erwähnung des Ortes erfolgte 1018 unter dem Namen Communiacum; 1712 erschien die Schreibweise Commagny und 1778 Commugni. Der Ortsname geht auf das lateinische Wort communis (gemeinschaftlich) zurück. Seit dem 10. Jahrhundert bildete Commugny und seine Umgebung eine Enklave in der Grafschaft Genf, was immer wieder Anlass zu Streitigkeiten gab. Dies war wohl der Grund, weshalb der Abt von Saint-Maurice Commugny 1257 an Peter von Savoyen verkaufte. 1271 kam die Gemeinde an die Herrschaft Coppet, womit die relative Selbständigkeit von Commugny endete.
Mit der Eroberung der Waadt durch Bern im Jahr 1536 kam das Dorf unter die Verwaltung der Vogtei Nyon. Nach dem Zusammenbruch des Ancien Régime gehörte Commugny von 1798 bis 1803 während der Helvetik zum Kanton Léman, der anschliessend mit der Inkraftsetzung der Mediationsverfassung im Kanton Waadt aufging. 1798 wurde es dem Bezirk Nyon zugeteilt.
Im Jahr 1905 ermordete Jean Lanfray in Commugny seine schwangere Frau und seine beiden Kinder, was zum Absinthverbot führte.

## Sehenswürdigkeiten

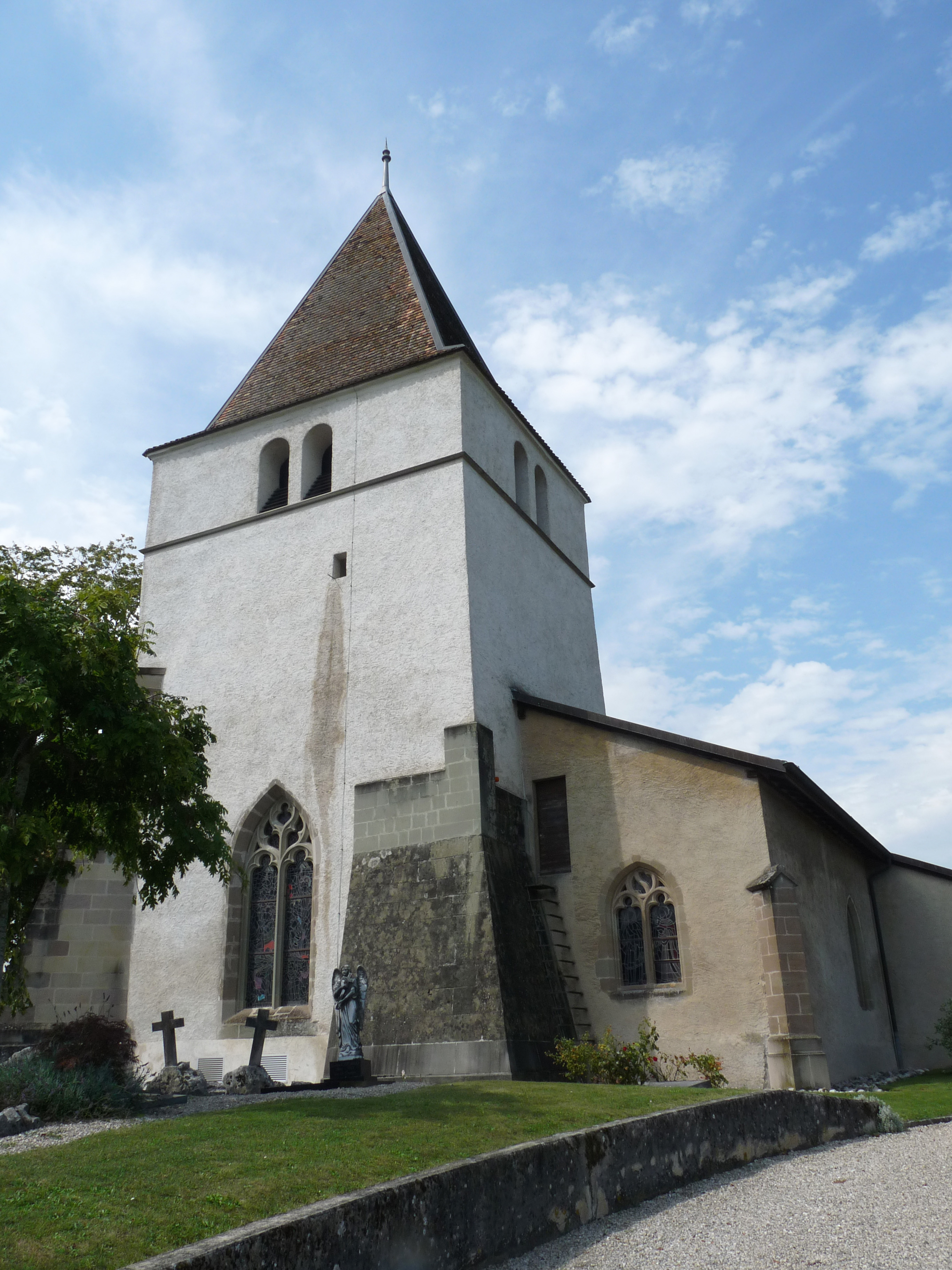
Kirche von Commugny

Die Kirche Saint-Christophe steht an der Stelle der ehemaligen römischen Villa. Der Grundstein für das erste Gotteshaus wurde bereits im 6. Jahrhundert gelegt. Der heutige Bau stammt zum grossen Teil aus dem 15. Jahrhundert, der Glockenturm wurde 1481 in Anlehnung an die romanische Tradition errichtet. Das Kirchenschiff besitzt sieben Seitenkapellen; in der nördlichen Chorkapelle findet man fein skulptierte Kapitelle. Ausgrabungen förderten Reste des römischen Herrenhauses zutage, darunter bedeutende Wandmalereien des 1. Jahrhunderts. Teile davon sind im Pfarrhaus erhalten, dessen Bau von 1789 stammt. Das sogenannte Château de Marnex, ein befestigtes Haus, wurde um 1450 erbaut. Im Ortskern und in der Umgebung sind Bürgerhäuser, Villen und Bauernhäuser aus dem 17. bis 19. Jahrhundert erhalten.